# La Chapelle-sur-Chézy
La Chapelle-sur-Chézy település Franciaországban, Aisne megyében. Lakosainak száma 299 fő (2022. január 1.). La Chapelle-sur-Chézy Chézy-sur-Marne, Essises, Montfaucon, Nogent-l’Artaud és Viels-Maisons községekkel határos.

## Népesség
A település népességének változása:
| Lakosok száma | 166  | 131  | 182  | 264  | 289  | 282  | 278  | 291  | 298  | 299  |
|               | 1968 | 1982 | 1990 | 2006 | 2013 | 2015 | 2017 | 2019 | 2020 | 2022 |